# Shigeo Arai
Shigeo Arai (新井 茂雄?, Arai Shigeo; Shizuoka, 8 agosto 1916 – Birmania, 19 luglio 1944) è stato un nuotatore giapponese.

## Carriera
Specializzato nello stile libero ha vinto la medaglia d'oro nella staffetta 4x200m sl ai Giochi olimpici di Berlino 1936, insieme al bronzo nei 100m sl.
È diventato uno dei Membri dell'International Swimming Hall of Fame.
È stato primatista mondiale della staffetta 4x200m sl.

## Palmarès
- Olimpiadi

Berlino 1936: oro nella staffetta 4x200m sl e bronzo nei 100m sl.